# Eulogia Echaurren
Trinidad Eulogia Echaurren García-Huidobro (Santiago, 1 de enero de 1830 - ibídem, 27 de abril de 1887), fue la esposa del presidente Federico Errázuriz Zañartu, sirviendo como primera dama de Chile durante su administración (1871-1876).

## Primeros años de vida
Era hija de José Gregorio de Echaurren y Herrera y de Juana García-Huidobro y Aldunate. Tuvo por hermanos a Francisco, Concepción casada con Silvestre Ochagavía Errázuriz; Javiera casada con Manuel Eyzaguirre Portales.

### Matrimonio e hijos
Contrajo matrimonio con Federico Errázuriz Zañartu el 24 de agosto de 1848. El matrimonio tuvo catorce hijos. Su hijo primogénito, Federico, también fue presidente de la República (1896-1901), su hija María fue la esposa del presidente de la República Germán Riesco Errázuriz (1901-1906), y su hija Emilia fue esposa del destacado senador liberal Fernando Lazcano Echaurren.